# Без заморочек
«Без заморо́чек» — песня российской певицы Мари Краймбрери, выпущенная 19 августа 2022 года в качестве сингла на лейбле Velvet Music. Композиция повествует расставание с молодым человеком. «Можешь жить, как ты захочешь, но не делай это назло», — просит его артистка.

## Отзывы критиков
| Оценки критиков       | Оценки критиков       |
| Источник              | Оценка                |
| Русскоязычные издания | Русскоязычные издания |
| --------------------- | --------------------- |
| InterMedia            | 7/10                  |

Алексей Мажаев — рецензент информационного агентства InterMedia, критикуя песню в своей рецензии от 27 августа 2022 года отметил, что на его взгляд «Без заморочек» намного симпатичнее других премьер Краймбрери вышедших в августе («Ты меня бесишь» и «Лавандовый раф»). Мажаев отмечает удачный запоминающийся припев сингла: «Я уйду без заморочек, ночь, вино, кальян и музло. Можешь жить, как ты захочешь, но не делай это назло». «Мне понравились эмоции артистки, когда она поёт „пропа-пали чувства“ и „пропа-пала трезвость“: это как тяжёлый вздох на фоне видимой расслабленности, и это выглядит очень живо и свежо», — пишет критик.

## Список композиций
| №  | Название        | Автор(ы)     | Длительность |
| -- | --------------- | ------------ | ------------ |
| 1. | «Без заморочек» | Марина Жадан | 2:43         |

## История релиза
| Регион | Дата            | Формат                       | Версия          | Лейбл        |
| ------ | --------------- | ---------------------------- | --------------- | ------------ |
| Россия | 19 августа 2022 | Цифровая загрузка и стриминг | «Без заморочек» | Velvet Music |
| Мир    | 20 августа 2022 | Цифровая загрузка и стриминг | «Без заморочек» | Velvet Music |
| Мир    | 24 августа 2022 | Радиоротация                 | «Без заморочек» | Velvet Music |